# Skalický vrch
Skalický vrch je jeden ze dvou dominantních kopců u obce Skalice u České Lípy. Bývala na něm restaurace a je z něj výhled na město Česká Lípa. Je součástí Cvikovské pahorkatiny.

## Historie
Druhý z dominantních kopců v okolí, Chotovický vrch, se kdysi nazýval Lužický, a protože mezi ním a Skalickým probíhala kdysi hranice Čech s Horní Lužicí, byl Skalický vrch nazýván i Českým vrchem (kopcem), zde obvykle německy Böhmischer Berg. V roce 1848 jej zdejší Němci přejmenovali na 'Německý vrch čili Deutscher Berg, ale toto pojmenování se neujalo.
Od roku 1732 zde dalších 50 let stála poustevna, ve které se vystřídalo několik poustevníků. Po svém odchodu ze Sloupu v Čechách zde žil Samuel Görner.
Od roku 1892 byly na vrchol z obce vytyčeny cesty a čtyři roky poté byla na něm postavena vyhlídka a srub jako přístřešek. Srub v roce 1927 vyhořel a o šest let později zde byla postavena Ferdinandova bouda, která sloužila i jako hostinec. Po roce 1945 stavba zanikla.

## Popis
Kopec v katastrálním území Skalice je vysoký 485 metrů, od centra Skalice je vzdálený vzdušnou čarou 250 metrů jihovýchodním směrem. Je přístupný lesní cestou od severní části vesnice. Vrch má základ z pískovce, horní část je čedičová, kuželovitého tvaru a ze všech stran včetně vrcholu a suťových svahů je zalesněna. Vrcholová plošinka převyšuje vesnici na úpatí asi o 180 metrů. Na vrcholu jsou znatelné zbytky základů staveb. Výhled je omezen jen na jižní stranu.
Skalický vrch je členem výrazné trojice vrchů, jež tvoří krajinnou dominantu severozápadní části Českolipska. Trojici doplňuje 1,4 km severovýchodně vzdálený, o něco vyšší Chotovický vrch (498 m) a nižší Lípovec (427 m) vzdálený 1,2 km vsv.

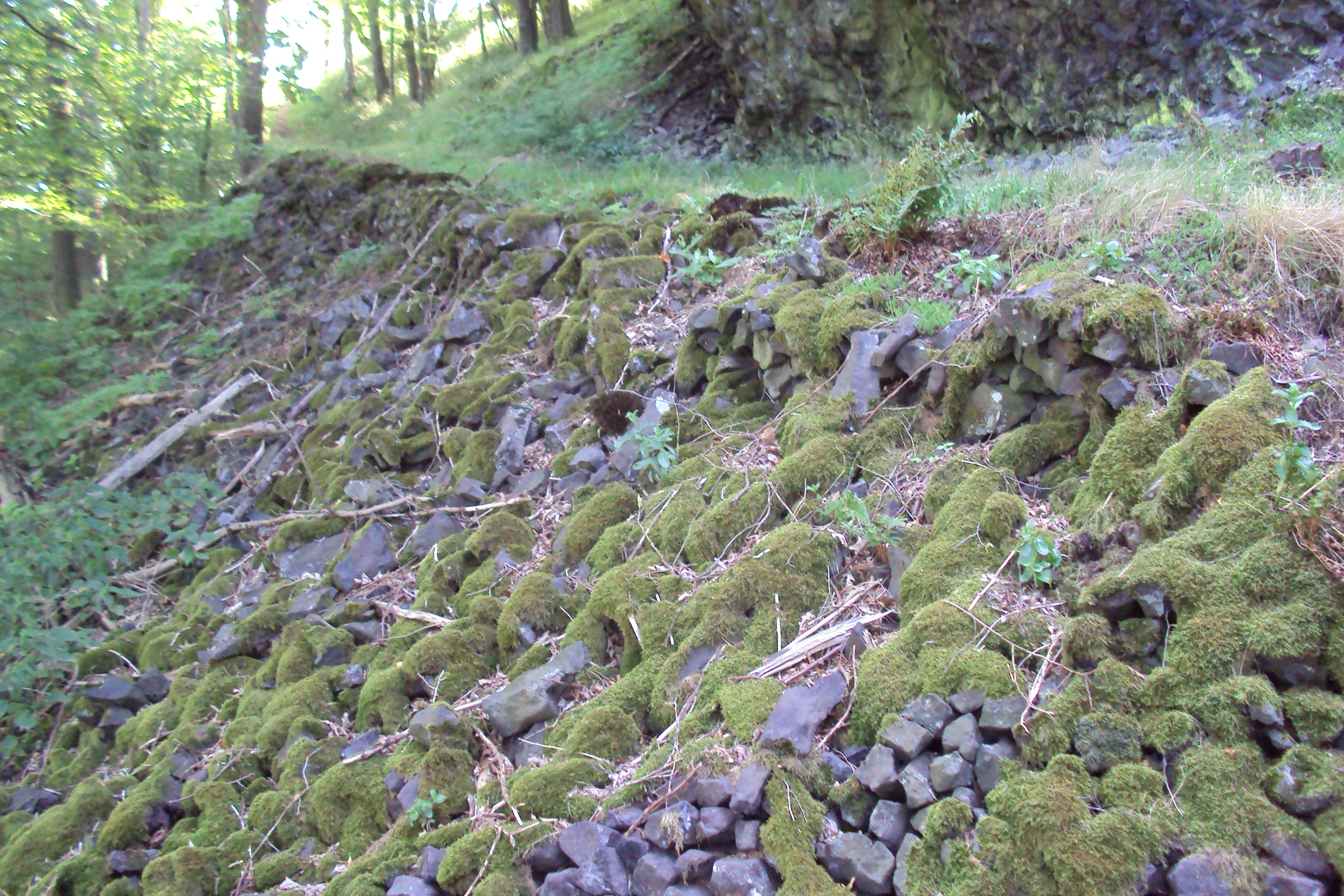
Cesta na Skalický vrch

## Přírodní památka
Na severním úpatí byl rozsáhlý podzemní pískovcový kamenolom, založený na přelomu 18. a 19. století. Těžit písek pro sklářské účely se zde přestalo kolem roku 1880. Dovnitř vedlo šest vstupů oddělených pilíři. Šířka podzemních prostor dosahovala 110 metrů, hloubka 40 metrů, výška až 8 metrů. Lom byl později uzavřen mřížemi a od roku 2012 je chráněn jako přírodní památka Skalice u České Lípy.

## Turistika
Na vrchol kopce vede ze Skalice u České Lípy žlutě značená turistická trasa. Přes Skalici mimo autobusových linek vede i železniční trať Bakov nad Jizerou – Jedlová. Na okraji vesnice je na trati zastávka Skalice u České Lípy.